# 哈维尔·马斯切拉诺
哈维尔·亚利杭德罗·马斯切拉诺（西班牙語：Javier Alejandro Mascherano，1984年6月8日—），是一名前阿根廷足球運動員，現在任教國際邁阿密。司職防守中場與中堅，曾效力西甲球會巴塞罗那。馬斯切拉諾的上代是意大利移民，因此他擁有意大利護照。

## 球會生涯
馬斯切拉諾出身於阿根廷班霸河床，當時他已經光芒四射，受到多家大球會招攬，包括南美以至歐洲。2005年他以一千五百萬美金轉會費加盟巴西球會哥連泰斯，與國家隊隊友特维斯等合力贏得該屆巴西甲組聯賽冠軍。
馬斯切拉諾曾入選阿根廷青年隊出戰2004年雅典奧運，贏得金牌，也曾出戰過世青杯。2006年世界杯後被英超球會西漢姆收購旗下。起初球迷對他與國家隊隊友特维斯的加盟寄與厚望，但二人卻遲遲未能發揮水準，加上球隊的戰績急速下滑，更淪為護級份子，兩人成為了代罪羔羊。
在西漢姆經歷一段鬱鬱不得意的時間後，馬斯切拉諾獲得利物浦領隊賓尼迪斯的賞識，在2007年1月轉會窗收歸旗下，雖然在同季內分別代表哥林多人及西漢姆出賽，違反國際足協在7月1日到翌年6月30日不能代表超過兩支球隊出賽的規定，但由於南美賽季與歐洲賽季重疊，國際足協及英超聯分別放寬規條批准馬斯切拉諾的轉會註冊。
在利物浦，馬斯切拉諾身穿20號球衣。他迅即確立了重要性，他的防守剷斷不但成功率高，而且控球更穩固，取代了防守同樣出色，但腳下技術粗糙的西索科的地位。在2007年歐冠決賽更獲正選，專責看守巴西球星卡卡，期間表現出色，可惜利物浦仍以2:1落敗。
阿根廷奧運隊決定把馬斯切拉諾列入參加北京奧運的其中一名超齡球員，並成功協助球隊達成2連霸，而自己就成為了唯一一位擁有2枚奧運金牌的阿根廷人。。
由於馬斯切拉諾是以外借身份加入利物浦，07-08賽季後外借期將完結，但雙方遲遲未達成共識。在2008年2月29日，馬斯切拉諾終於與利物浦解決留隊問題，轉會費為1860萬磅，簽約4年，得以繼續為利物浦效力。
2008年3月23日利物浦作客至曼聯的賽事中，馬斯切拉諾因質問球證對費蘭度·托利斯的判決，被球證以黃牌警告，兩黃一紅被逐，而且曾一度不肯離場，要領隊賓尼迪斯鎮靜其情緒。利物浦少打一人之下最終以0:3落敗。英格蘭足總決定判罰他額外停賽兩場，及罰款一萬五千英鎊，球會亦向他罰款兩周周薪。
在2009年12月19日對樸茨茅斯的聯賽中，馬斯切拉諾因在上半場完結前蓄意侵犯對方的本哈伊姆而領紅被逐，另外被罰停賽4場。
2010年8月27日，馬斯切拉諾轉會至西甲班霸巴塞隆納，傳聞傳會費為2200萬歐元。馬斯切拉諾於2010-2011賽季後段接替受傷的普約爾兼任正選中堅，先在歐冠盃16強對兵工廠最後關鍵時間果斷搶斷，阻止禁區內的班特納起腳射門，及後在歐冠盃決賽對曼聯出任正選中堅，成功助球隊以3-1擊敗曼聯奪得歐冠盃冠軍。
2011-2012球季，由於上了年紀的普約爾長期受傷以及皮克表現下滑，馬斯切拉諾經常以中堅身份上陣，其出色表現被主帥瓜帝歐拉稱為球會4年內的最佳收購。
2017年4月26日，在西甲聯賽對奧薩蘇納比賽中，主罰點球的隊友拉基蒂奇將點球讓給馬斯切拉諾，加盟巴塞近七年的馬斯切拉諾攻入代表巴塞的首個入球。
2018年1月12日國王杯對戰塞爾塔成為馬斯切拉諾在巴薩的告別戰，之後馬斯切拉諾轉會中超球會河北華夏幸福。
2020年1月，马斯切拉诺自由转会至阿根廷拉普拉塔大学生足球俱乐部。
2020年11月15日，馬斯切拉諾宣布退役。

## 國家隊生涯
馬斯切拉諾曾代表阿根廷各級青年隊參加國際賽事，其中在2001年U17世界杯中表現出色而成名。因為他在青年隊的傑出表現，他在甚至還沒踢過任何一場職業賽之前就已經在成年國家隊出賽（雖然已被河床升上一隊，但當時河床的正中場是由隊長艾斯查達擔任，故沒有上場機會）。隨後在2003年世青杯上表現依舊出色，在成年隊的首個一級賽事即是隔年的美洲杯，他也在這次大賽中奠定了自己長年國家隊主力的位置。
2006世界杯中他打滿五場，最後在八強賽被地主德國隊淘汰。
2007美洲杯中首次為國家隊取得進球，最後阿根廷再次獲得亞軍。
2008年馬拉度納接任阿根廷總教練後，指定馬斯切拉諾為新任的阿根廷隊長，他表示「他是我心目中最接近阿根廷隊精神的球員，他在場上會穿著這件球衣流汗、流血地奮鬥；在場下和隊友交情良好，他就是我任內的隊長，我的阿根廷隊是馬斯切拉諾加上另外十個隊員。」
2010世界杯中以隊長身分出賽，最後再一次於八強賽輸給德國隊，但並未隨著馬拉度納的離開而退下隊長職位。
2011美洲杯中再次以隊長身分出賽，此次大賽中團隊表現欠佳於八強出局。賽後薩貝拉接任總教練，指定梅西為新任隊長，馬斯切拉諾改任副隊長。
2014世界杯中，由他和羅梅羅領導的後防線和梅西、迪馬利亞的鋒線大放異彩，其中準決賽和維納爾杜姆相撞後因腦震盪離場檢查後帶傷回歸拼戰、並多次在單挑中壓制對方的王牌羅本最為人稱道，但最後在決賽依舊無法阻止隊伍連續第三次在世界杯敗給德國隊。在本次大賽中他打滿全部七場比賽，完成了本次大賽中最多的30次攔截、第三多的576次傳球（成功率89%），並入選了賽事最有價值球員的十人名單。
之後的兩次大賽2015美洲國家杯和百年美洲杯中，他依舊是阿根廷中後防上的主力，但阿根廷進攻線上除了梅西之外的球員表現普遍欠佳，這兩次都在決賽中和智利以0-0踢和後在PK大賽中落敗。在百年美洲杯上獲得個人第四次的美洲杯亞軍以及連續第三次在大賽決賽中失利後，他、梅西和阿奎羅宣布退出國家隊。
然而在2018年世界杯外圍賽中阿根廷一度面臨出局危機，他和梅西等人決定臨時復出，最後成功挽救頹勢，驚險晉級世界杯正賽。在2018世界杯中，他雖在第一場對冰島的小組賽中完成破隊史紀錄的單場133次成功傳球，但總體而言表現欠佳：雖然拼勁依舊，但年紀使他的速度大大下滑，無法一直緊貼持球者，只能多次以犯規來阻擋對面進攻。在0-3慘敗給克羅埃西亞之後只能驚險以小組第二出線，最後在十六強賽以3-4惜敗於當屆冠軍法國隊，賽後正式宣布從國家隊退休。
他一度是阿根廷國家隊的出場紀錄保持人，但於2021年被美斯打破。

## 執教生涯
2021年12月，马斯切拉诺被任命为阿根廷20岁以下国家队主教练，并于1月初接手球队。

## 榮譽

### 阿根廷
- 2004年雅典奧運金牌
- 2008年北京奧運金牌
- 2007年, 2015年，2016年 美洲盃亞軍
- 2014年世界盃亞軍

### 哥連泰斯
- 2005年巴西甲組足球聯賽冠軍

### 巴塞罗那
- 西班牙甲級聯賽冠軍：2010-11，2012-13，2014-15，2015-16
- 西班牙国王杯冠军：2011-12，2014-15，2015-16，2016-17
- 西班牙超级杯冠军：2011，2013
- 歐洲聯賽冠軍盃冠軍：2010-11，2014-15
- 歐洲超級盃冠軍：2011，2015
- 世俱杯冠军：2011，2015